# Tiara papal

Atualmente a tiara papal é usada na heráldica eclesiástica do papado, tal como nos brasões pessoais dos papas e no brasão da Cidade do Vaticano, combinada com as chaves do céu de São Pedro.

A Tiara papal, Tríplice Tiara ou Tiara Tripla (em latim: Triregnum, em italiano: Triregno e em francês: Trirègne) é a "coroa papal, uma rica cobertura para a cabeça, ornamentada com pedras preciosas e pérolas, tem a forma de uma colmeia, possui uma pequena cruz no ponto mais alto, e também é equipada com três diademas reais". Os papas poderiam usar uma tiara já existente, ordenando que seu tamanho fosse ajustado, ou poderiam confecionar uma nova; ele recebia a tiara na cerimônia de coroação após sua eleição, que inaugurava seu pontificado, e uma vez que a "tiara é um ornamento não litúrgico […]", a partir daí era usada apenas em "procissões papais, e solenes atos de jurisdição", sendo que "o papa, como os bispos, veste uma mitra pontifícia nas funções litúrgicas". O último papa a usar a tiara foi Paulo VI em 1963, desde então, os papas seguintes optaram por não usá-la. Os primeiros registros do uso da tiara remontam ao século VIII, sendo que sua decoração e forma se desenvolveram até meados do século XIV.
Embora os papas não utilizem mais a tiara, na heráldica eclesiástica ela continua sendo um símbolo proeminente do papado, sendo que os brasões do Vaticano combinam uma tiara com as chaves cruzadas de São Pedro, normalmente amarradas com uma corda. Os brasões dos papas também possuíam uma tiara em seu timbre, até que o Papa Bento XVI em 2005 a substituiu por uma mitra, exemplo que foi seguido pelo Papa Francisco.

## Uso na atualidade
O último papa coroado foi Paulo VI, em 1963. Tal como aconteceu algumas vezes com os papas anteriores, uma tiara nova foi usada, doada pela cidade de Milão, onde Paulo VI foi arcebispo (e cardeal), antes de sua eleição. Sua tiara era nitidamente mais leve do que as tiaras anteriores. No final da segunda sessão da Concílio Vaticano II em 1963, Paulo VI, desceu os degraus da cadeira papal na Basílica de São Pedro e colocou a tiara sobre o altar, como um gesto de humildade. Esta tiara foi adquirida em 6 de fevereiro de 1968 pela Basílica do Santuário Nacional da Imaculada Conceição em Washington, através do Delegado Apostólico dos Estados Unidos, o cardeal Francis Joseph Spellman, arcebispo de Nova York, sendo o dinheiro arrecadado doado aos pobres da África. Ela está em exposição permanente no “Memorial Hall”. No entanto, na sua Constituição Apostólica de 1975 Romano Pontifici Eligendo sobre os métodos da eleição dos Papas, Paulo VI sugeriu que seus sucessores poderiam ser coroados: “Finalmente, o Pontífice será coroado pelo Cardeal Protodiácono e, dentro de um momento oportuno, irá tomar posse na Arquibasílica Patriarcal de Latrão, de acordo com o ritual prescrito".
Porém o seu sucessor imediato, o Papa João Paulo I, não quis ser coroado, substituindo-a por uma cerimônia que foi denominada de "Inauguração do Sumo Pontifíce" e após sua morte súbita, o Papa João Paulo II falou sobre o assunto à congregação em sua inauguração:
| “ | "O último Papa que foi coroado foi Paulo VI em 1963, mas após a cerimônia de coroação solene ele nunca usou a tiara novamente e deixou seus sucessores livres para decidirem a esse respeito. O Papa João Paulo I, cuja memória é tão viva em nossos corações, não gostaria de usar a tiara, nem o seu sucessor deseja hoje. Este não é o momento de voltar a uma cerimônia e um objeto considerado, erradamente, como um símbolo do poder temporal dos papas. Nosso tempo nos chama, nos exorta, nos obriga a olhar para o Senhor e mergulhar na meditação humilde e devota sobre o mistério do poder supremo do próprio Cristo ". | ” |

Bandeira da Guarda Suíça com o brasão do Papa Francisco com a mitra e do Papa Júlio II com a tiara papal.

Em sua Constituição Apostólica de 1996 Universi Dominici Gregis, João Paulo II fez uma revisão das regras sobre a eleição dos papas e removeu qualquer menção a uma coroação papal, substituindo-a com uma referência a uma inauguração: "Após a cerimônia solene de inauguração do pontificado e dentro de um prazo adequado, o Papa tomará posse da Arquibasílica Patriarcal de Latrão, de acordo com o ritual prescrito".
Como no documento anterior de Paulo VI, a fraseologia é descritiva, não prescritiva. Além disso, não estabelece regras específicas sobre a forma da "cerimônia de inauguração do pontificado", que poderia de fato se tornar uma coroação. Em qualquer caso, um Papa não está vinculado às regras cerimoniais feitas por um antecessor, e pode mudá-las livremente.
O Papa Bento XVI confirmou a continuação da utilização de representações da tiara como símbolo oficial do papado; mantendo-a no brasão da Santa Sé e da Cidade do Vaticano. No entanto em seu brasão pessoal, Bento XVI substituiu a tiara por uma mitra, embora ela contenha três níveis remanescentes das três coroas da tiara papal: "O Santo Padre Bento XVI decidiu não usar mais a tiara no seu brasão oficial pessoal, mas colocar só uma simples mitra, que não é portanto encimada por uma pequena esfera e por uma cruz como era a tiara". Bento XVI também substituiu a tiara bordada no casaco pessoal dos Papas, por uma mitra. O Papa Francisco que o sucedeu decidiu manter a modificação de Bento XVI, e também no timbre de seu brasão pessoal, utilizou a mitra no lugar da tiara.

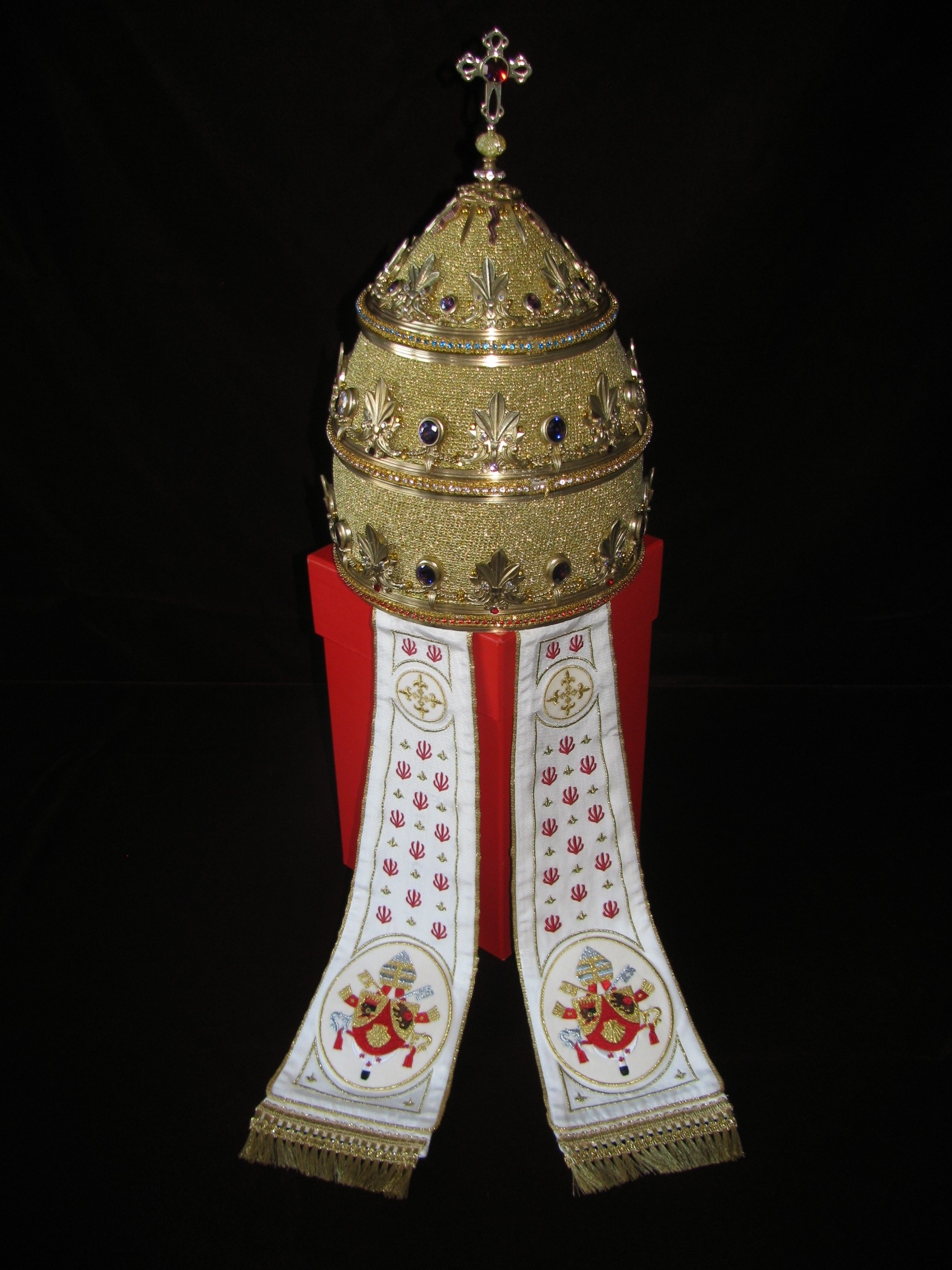
Tiara papal presenteada a Bento XVI por católicos alemães em 2011, porém nunca utilizada por ele.

Embora oficialmente o brasão de Bento XVI e Francisco não possuam a tiara papal, a tiara é exibida nos jardins do Vaticano. O Papa Bento XVI também foi presenteado por uma versão mais refinada de seu brasão com a tiara papal, que foi exibido em alguns paramentos e na janela do Apartamento Papal em que o papa recitava o Angelus em 10 de outubro de 2010 (um projeto de Pietro Siffi, da "Ars Regia", uma firma especializada de Ferrara) que pouco depois foi retirado. O próprio Papa Bento XVI foi presenteado com uma tiara pontifícia durante a Audiência Geral de 25 de maio de 2011, por um grupo de católicos alemães, feita de zinco, prata e bronze, e adornada com pedras semi-preciosas, produzida na Bulgária, por uma empresa que faz paramentos litúrgicos ortodoxos. A 16 de maio de 2016, o Papa Francisco por sua vez, foi presenteado pelo Presidente do Parlamento da Macedônia, Trajko Veljanovski, com uma uma tiara confeccionada por freiras do mosteiro de São Jorge, no vilarejo de Rajcica, nas vizinhanças de Debar, com pérolas do Lago Ohrid. A tiara passou a integrar a coleção de tiaras vaticanas.
Cada ano uma tiara papal é colocada sobre a cabeça da famosa estátua de bronze de São Pedro na Basílica de São Pedro na Festa da Cátedra de São Pedro em 22 de fevereiro até à Festa dos Santos Apóstolos Pedro e Paulo em 29 de junho. Embora este costume não tenha sido observado em 2006, foi reintroduzido em 2007. Também as instituições e universidades pontifícias utilizam em seus brasões, a tiara, assim como algumas basílicas.

## História e Origem

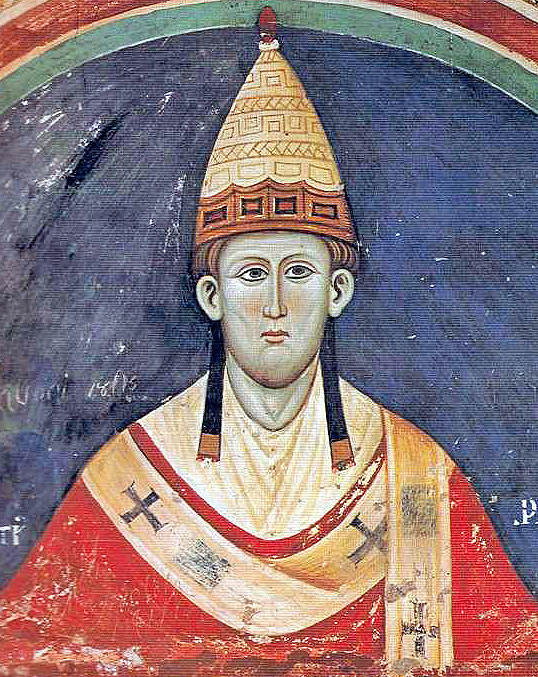
Papa Inocêncio III (1198-1216) utilizando a tiara papal apenas com a coroa inferior. Afresco no mosteiro beneditino de Subiaco, Lácio, em torno de 1219.

A origem da tiara papal é incerta. Os historiadores concordam que trata-se de uma lenda a afirmação que o Papa Silvestre I (314-335) recebeu a tiara do imperador Constantino como um sinal da liberdade e paz na Igreja. Segundo M. Pfeffel, Clóvis I ofertou ao Papa Símaco a tiara papal na igreja de São Martinho, em Tours no século V. Porém um ornamento branco usado na cabeça do papa é registrado pela primeira vez apenas na biografia do Papa Constantino no século VIII no "Liber Pontificalis". Essa cobertura é chamada de camelaucum ou phrygium. De acordo com James Noonan-Charles e Bruno Heim, a mais baixa das três coroas apareceu na base da chapelaria branca tradicional dos papas no século IX, quando os papas assumiram efetivamente o poder temporal nos Estados Pontifícios, a coroa da base foi decorada com joias para assemelhar-se as coroas dos príncipes. Assim, esta cobertura de cabeça passou a se chamar Regnum. O termo “tiara” é citado pela primeira vez na biografia do Papa Pascoal II, no Liber Pontificalis, em 1118.
Bruno Heim sugeriu que uma segunda coroa foi adicionada pelo Papa Bonifácio VIII em 1298, na época do confronto com o Filipe, o Belo, Rei da França, para mostrar que a sua autoridade espiritual era superior à autoridade civil, assim a tiara passou a ser denominada de Biregnum. No entanto, um afresco da Capela de São Silvestre (consagrada em 1247) na igreja Santi Quattro Coronati, em Roma, representa um Papa vestindo uma tiara de pano com duas coroas, o que indica que o Biregnum tem uma origem anterior.
Os historiadores divergem quanto à data e quem acrescentou a terceira coroa, com a qual a tiara passou a ser denominada de Triregnum. São sugeridos os papas João XXII (1316-1334), Urbano V (1362–1370), Clemente V (1305-1314), Bento XI (1303- 1304), ou Bento XII (especificamente em 1334).

## Design

### Tiaras papais sobreviventes

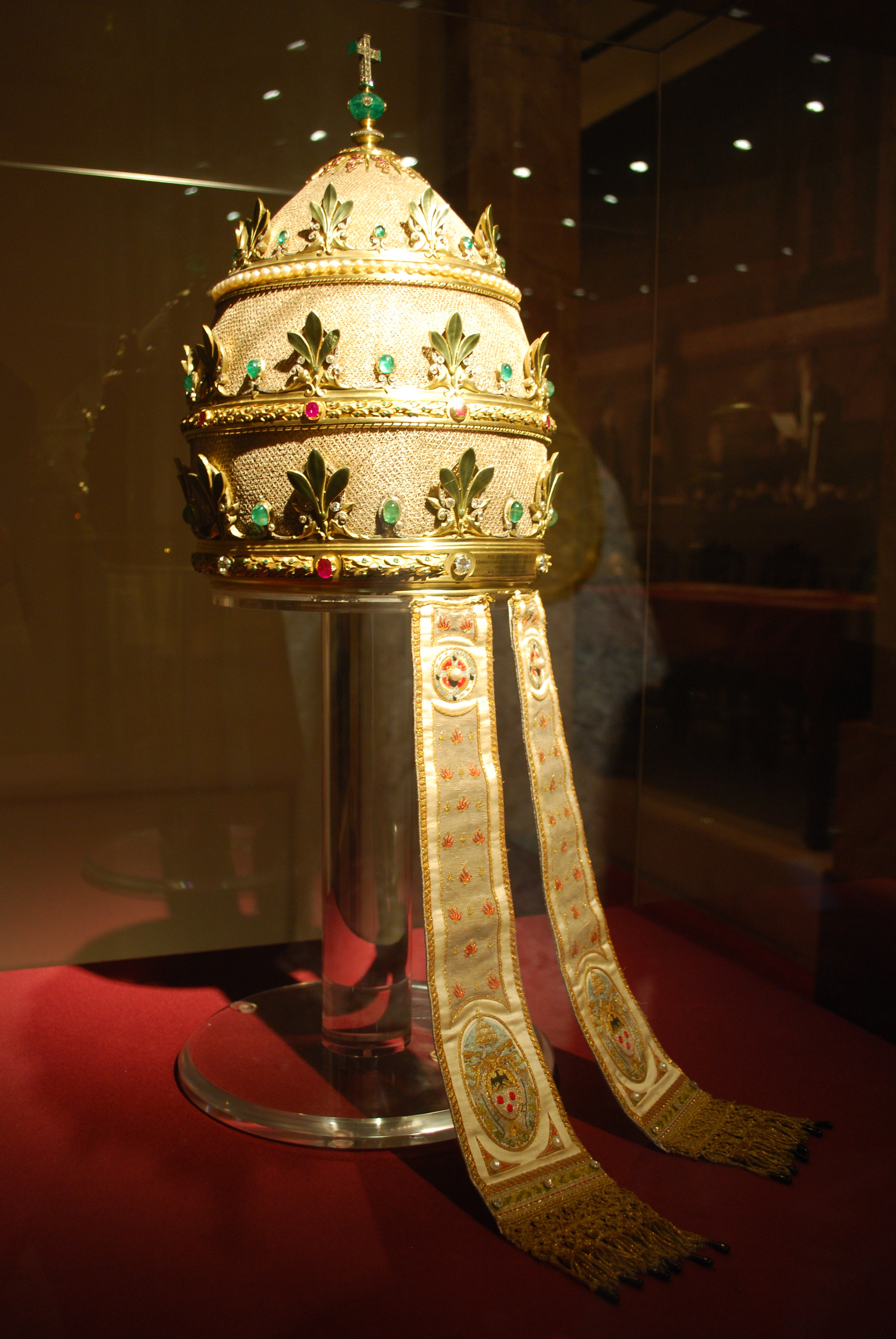
Tiara papal utilizada pelo Papa Pio XI.

Atualmente existem vinte e três tiaras papais: onze delas estão em exposição nos Museus do Vaticano, embora outras tenham sido vendidas ou doadas a entidades católicas. "A tiara de Milão do Papa Paulo VI" foi doada para exibição na cripta da igreja da Basílica do Santuário Nacional da Imaculada Conceição em Washington, D.C., Estados Unidos.
Muitas das tiaras papais anteriores (mais notadamente as tiaras do Papa Júlio II — que é atribuída ao Papa São Silvestre — e Paulo III) foram destruídas, desmontadas ou apreendidas pelos invasores (principalmente pelo exército francês de Napoleão em 1798), ou pelos papas em si; como o Papa Clemente VII que derreteu vinte tiaras de prata e outras insígnias papais em 1527 para conseguir 400 000 ducados exigidos pelo exército de ocupação do sacro imperador Carlos V, sendo a única sobrevivente a de Gregório XIII do século XVI. Em 21 de março de 1800, como Roma estava ocupada pelos franceses, Pio VII foi coroado no exílio, em Veneza, com uma tiara de papel machê, doada pelas senhoras de Veneza, que abriram mão de suas joias.
Muitas tiaras foram doadas ao papado por líderes ou chefes de estado, incluindo a Rainha Isabel II de Espanha, Guilherme I da Alemanha, o Imperador Francisco José I da Áustria e Napoleão I de França. A tiara fornecida por Napoleão combinava o design das antigas tiaras papais destruídas após a captura de Roma, e foi dada a Pio VII como um "presente de casamento" para marcar o próprio casamento de Napoleão com a Imperatriz Josefina na véspera de sua coroação imperial. Outros foram presentes para um recém-eleito papa, ou por ocasião de um jubileu ou eleição.

### Decoração e forma da Tiara Papal

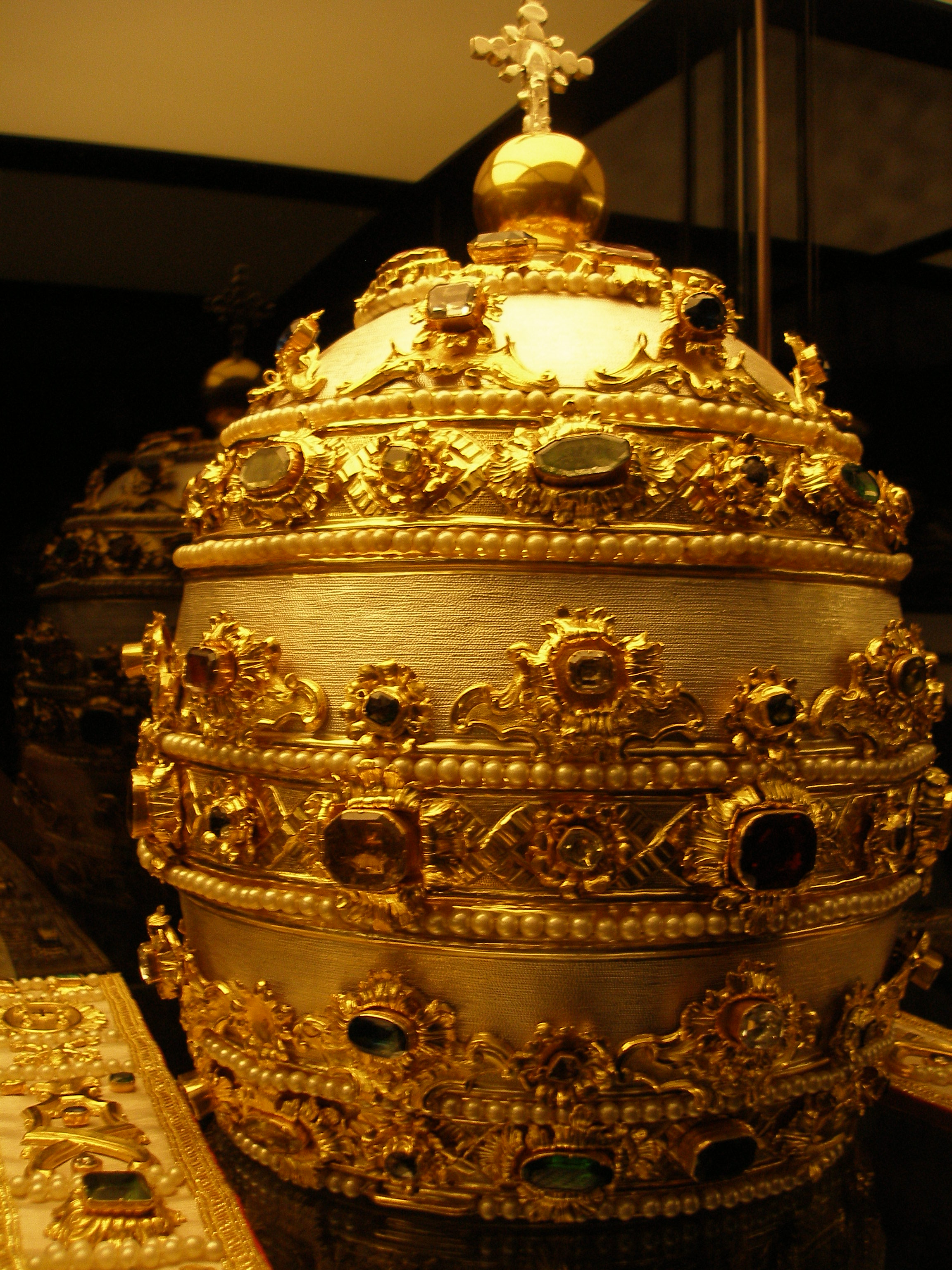
Tiara papal decorada com prata, pérolas e pedras preciosas, usada na estátua de São Pedro. Tesouro da Basílica de São Pedro, Vaticano.

A maioria das tiaras papais sobreviventes são geralmente de prata, portando três coroas de ouro, em forma de globo e terminada em ogiva, sobreposta por uma pequena cruz, que representa a soberania universal de Cristo. A sua decoração, às vezes possuía cruzes, ou florões e folhas de acanto. Cada tiara possuía atrás duas ínfulas ligadas (tiras de tecidos bordado com fio dourado, decorada com o brasão ou outro símbolo do papa). Há duas tiaras bastante incomuns: a de papel machê feita quando o Papa Pio VII foi eleito e coroado no exílio, e uma feito para o Papa Paulo VI em 1963, muito diferente de tiaras anteriores, que possui a forma de bala, não possuindo joias e pedras preciosas, sendo também muito mais leve do que as outras tiaras.
A tiara dada ao Papa Pio IX em 1877 em honra do seu Jubileu é muito semelhante no design à tiara anterior de Gregório XVI e manteve-se uma tiara particularmente popular, usada por, entre outros, Pio XI, Pio XII e João XXIII. A tiara de Pio XI, em 1922, era muito menos decorada e possuía uma forma mais cônica.

#### Peso

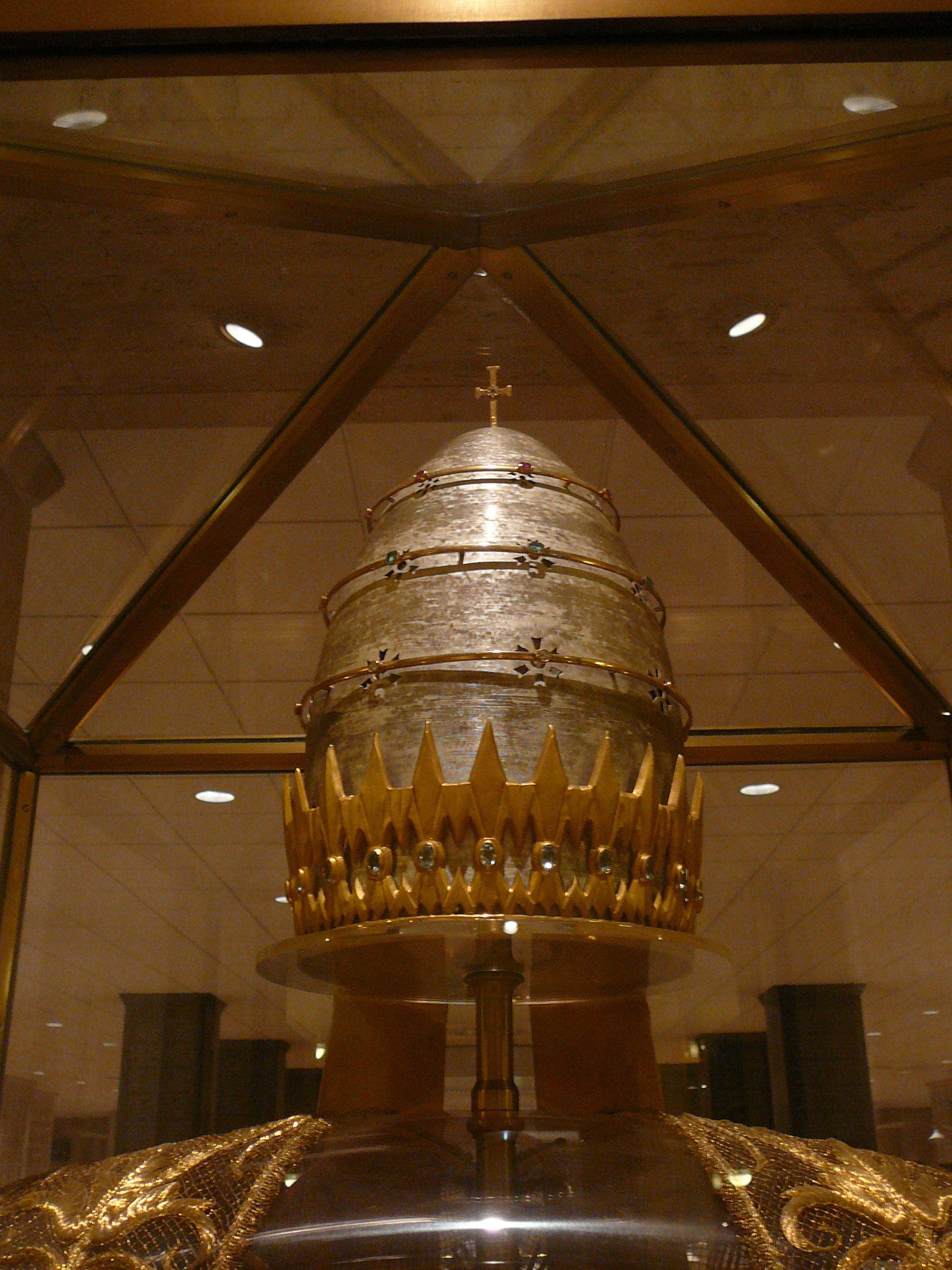
A tiara papal do Papa Paulo VI em forma de bala, última tiara tripla utilizada por um papa. Basílica do Santuário Nacional da Imaculada Conceição em Washington.

Exceto a tiara de papel machê, a tiara mais leve foi feita para o Papa João XXIII em 1959. Ela pesava pouco mais de 2 lb (910 g), assim como a tiara de 1922 do Papa Pio XI. Em contraste, a tiara em forma de bala do Papa Paulo VI pesava 10 libras (4,5 kg). A maior tiara papal é a de 1804 doada por Napoleão I para celebrar tanto o seu casamento com Josefina e a sua coroação como imperador francês; ela pesa 8,2 kg (18,1 lb). No entanto, nunca foi usada, sendo que a maneira como sua largura foi feita, é possível que ela era demasiado pequena para o Papa Pio VII. Comparando o peso da tiara papal com as demais coroas europeias, por exemplo, a coroa de Santo Eduardo, que é usada pelos monarcas ingleses, pesava apenas 2,5 kg. A rainha Isabel II do Reino Unido, depois de ser coroada, disse que a coroa "era um pouco pesada" ("does get rather heavy"). Também o rei Jorge V comentou depois do "Delhi Durbar", em 1911, ao receber a coroa imperial da Índia que "machuca a minha cabeça, pois é bastante pesada" ("hurt my head as it is rather heavy"). Todavia, estas coroas são mais leves que a maior parte das tiaras papais e pesam menos que um terço da tiara de Pio VII.
Um certo número de papas havia deliberadamente confeccionado novas tiaras porque as existentes eram demasiado pequenas, pesadas ou ambas. O Papa Gregório XVI, na década de 1840 e o Papa Pio IX em 1870 confeccionaram uma nova tiara, mais leve. Novos métodos de fabricação no século XX, permitiram a criação de tiaras com 900 g (2 lb), como as de Pio XI e João XXIII. Isso, combinado com a existência de uma série de tiaras leves de papas anteriores, fez com que Pio X em 1908, não precisasse fazer sua própria tiara especial.

### Simbolismo

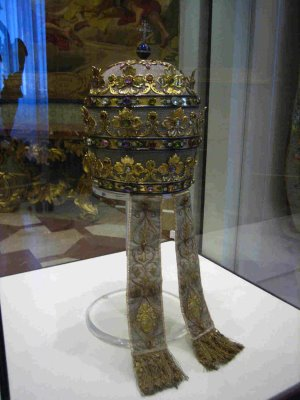
Tiara do Papa Pio IX (1870). Em exposição na Capela Sistina, Vaticano.

Não há certeza sobre o que as três coroas da Tiara tripla simbolizam, como é evidente, há uma multiplicidade de interpretações que têm sido propostas. Alguns a vinculam à autoridade tripla do papa como "Pastor Universal (tiara superior), Competência Eclesiástica Universal (tiara do centro) e o Poder Temporal (tiara inferior)". Outros interpretam os três níveis de acordo com a sentença usada na coroação papal como sendo o papa: "Pai de reis, Pastor do mundo, Vigário de Cristo", embora não haja ligação entre essa sentença e o significado da tríplice tiara. No entanto, outros têm associado seu simbolismo com a tríplice dimensão de Cristo, que é Sacerdote, Profeta e Rei, uma possibilidade mencionada pelo Papa João Paulo II em sua homilia de inauguração, ou as funções do papa como “Professor, Legislador e Juiz".
Outra interpretação tradicional é que as três coroas referem-se à "Igreja militante na terra, a Igreja sofrendo após a morte no Purgatório e a Igreja Triunfante no Reino dos Céus". Ainda outra interpretação sugerida pelo arcebispo Cordero Lanza di Montezemolo, que projetou o brasão de armas do Papa Bento XVI é que a tiara significa "ordem, jurisdição e magistério". Lord Twining sugeriu que, assim como os Sacro imperadores Romanos eram três vezes coroados como Rei da Alemanha, Rei da Itália e Imperador Romano, os papas, para salientar a igualdade de sua autoridade espiritual para a autoridade temporal do imperador, escolheu ser coroado com uma tiara de três coroas.

## Uso

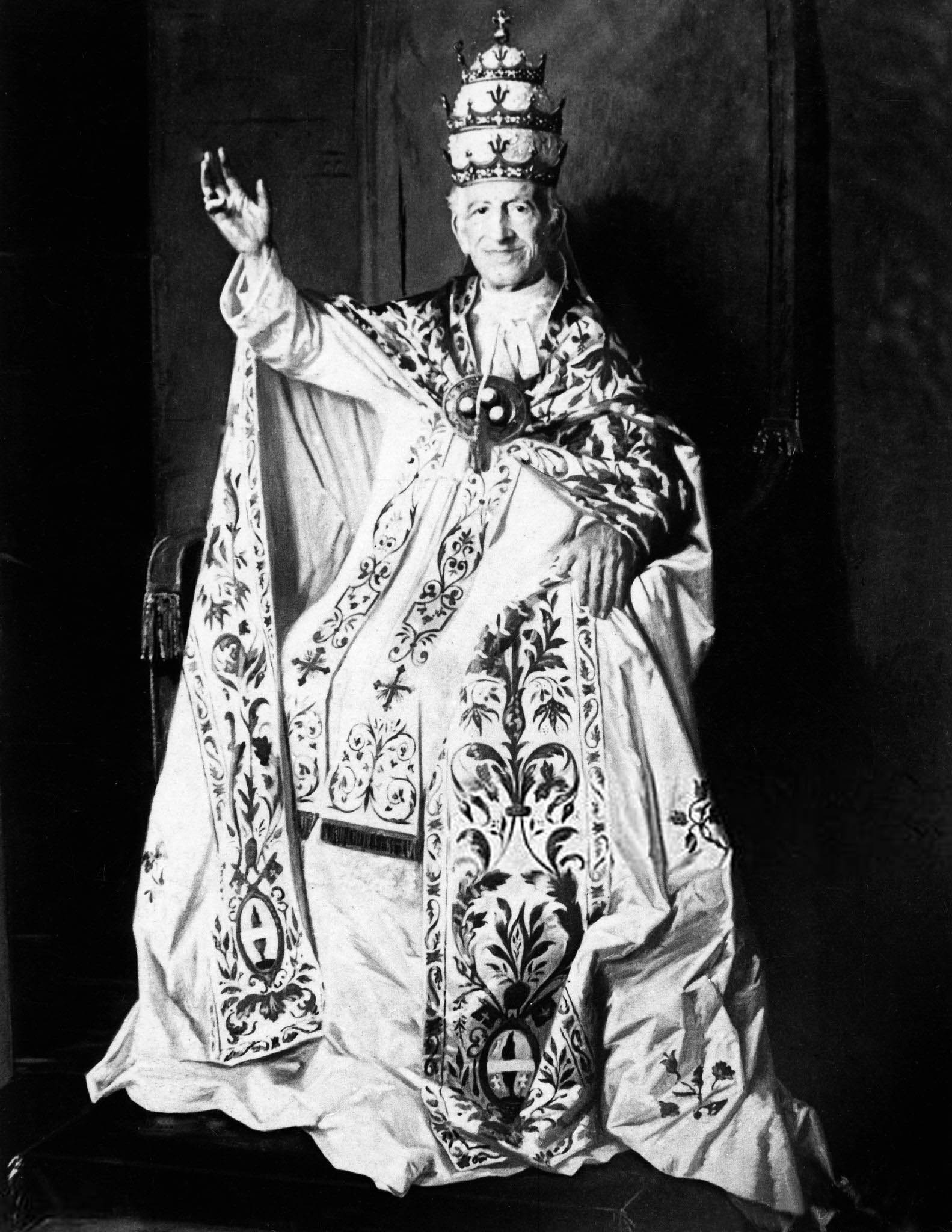
Papa Leão XIII usando a “Tiara de Paris” (1888), doada pelos católicos da cidade homônima para comemorar o Jubileu de Ouro da sua ordenação sacerdotal.

A tiara tripla não era usada para as celebrações litúrgicas, tais como a Missa, sendo que em suas funções sacras, o Papa assim como outros bispos, usa uma mitra. No entanto, a tiara era usada durante a entrada solene e a procissão de saída, e uma ou mais tiaras podiam ser colocadas sobre o altar durante a cerimônia da missa solene pontifical. Também eram utilizadas em jubileus e outros dias santos. Os papas não eram restritos a utilizar uma tiara particular, por exemplo, fotografias mostram o Papa João XXIII, em ocasiões diferentes, usando a tiara que lhe foi doada em 1959, a tiara do Papa Pio IX de 1877 e a de Pio XI em 1922.
A tiara foi, portanto, usada em procissões cerimoniais formais, e em outras ocasiões, quando o papa estava utilizando a Sede gestatória, uma cadeira portátil cujo uso foi abolido pelo Papa João Paulo II imediatamente após sua eleição, em outubro de 1978. Seu antecessor, João Paulo I, também escolheu inicialmente não usá-la, mas cedeu quando foi informado de que sem a Sede gestatória as pessoas não podiam vê-lo. Além disso, a tríplice tiara era usada para atos solenes de jurisdição, por exemplo, quando o papa fizer uma definição ex cathedra (utilizando a infalibilidade papal). Foi também usada quando o papa concedia sua tradicional bênção do Natal e da Páscoa Urbi et Orbi da sacada na Basílica de São Pedro, estas eram as únicas cerimônia religiosas em que a tiara era usada.

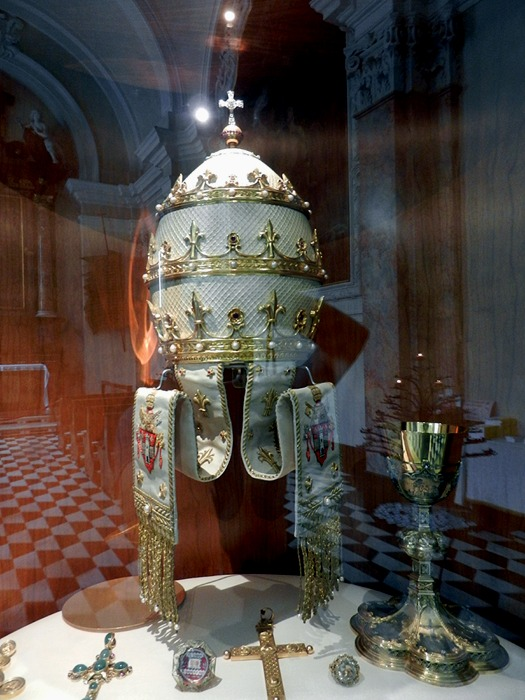
A Tiara do Papa João XXIII com outros pertences na Cappella di S. Vincenzo, na Catedral de Bérgamo.

### Coroação papal
A ocasião mais famosa em que a tiara tripla foi utilizada foi durante a coroação papal, uma cerimônia de seis horas. As primeiras menções a este ritual datam do século XIII, nos escritos do dominicano Estevão de Bourbon. O papa era levado em procissão ao local da coroação, vestindo a estola e a mitra, sentado na sede gestatória, usando o pálio, seguido por dois ministros que abanavam o papa com os flabelos. Tradicionalmente, a coroação ocorreu dentro ou nos arredores da Basílica de São Pedro. O Cardeal Proto-Diácono retira a mitra do papa e, ao colocar a tiara na sua cabeça, diz:
Accipe tiaram tribus coronis ornatam, et scias te esse Patrem Principum et Regnum, Pastorem Orbis in terra, in terra Vicarium Salvatoris Nostri Jesu Christi, cui est honor et gloria in sæcula sæculorum. Amen
(Recebei a tiara, ornada de três coroas, e sabei que sois Pai de Príncipes e Reis, pastor de toda a terra e Vigário do Salvador, Nosso Senhor Jesus Cristo, a quem é dada toda honra por todos os séculos dos séculos. Amém)
A seguir, o papa pronunciava a solene bênção pontifical, Urbi et Orbi.

## Outras tiaras

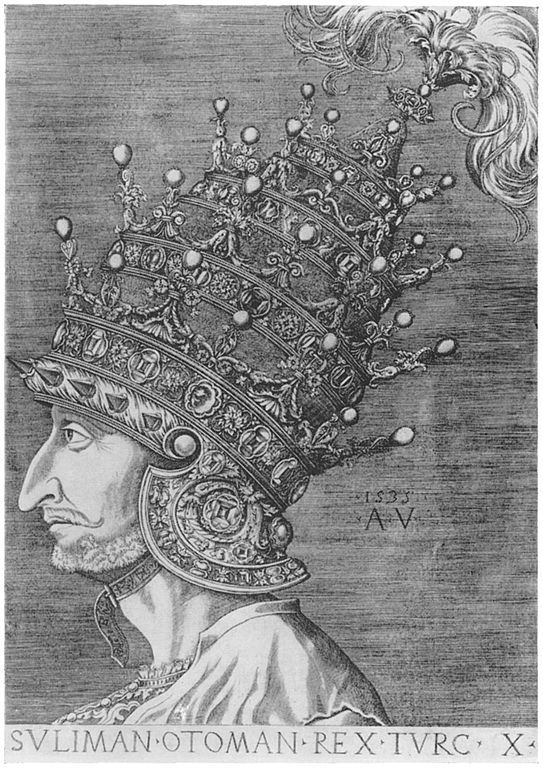
Gravura de Solimão feita por Agostino Veneziano. Observe as quatro coroas no capacete (que ele tinha encomendado em Veneza), simbolizando o seu poder imperial, e destacando que seria superior à tiara com três coroas dos papas.

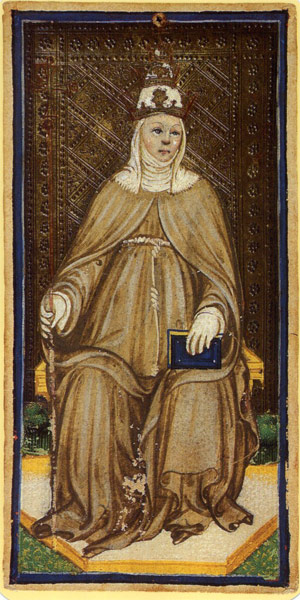
A Papisa do baralho Visconti-Sforza, por Bonifacio Bembo, em torno de 1450. Nesta carta a personagem usa uma tiara papal.

### Tiara patriarcal
A apenas um prelado católico é permitido usar uma tiara no seu brasão de armas: o Patriarca de Lisboa, um título criado em 1716 e metido antida pelo arcebispo de Lisboa desde 1740.

### Sultão Solimão
No século XVI o sultão otomano Solimão, o Magnífico, contratou artesãos venezianos para fazer uma tiara semelhante à do desenho do Papa, porém como quatro camadas e uma pena enorme, para demonstrar que seu poder e autoridade ultrapassavam a do Sumo Pontífice. Esta tiara era a parte mais atípica da chapelaria para um sultão otomano, ele provavelmente nunca a usava normalmente, mas sempre a colocava ao seu lado quando recebia os visitantes, especialmente embaixadores.

### Cartas de tarô
As cartas de tarô desde a Idade Média incluem dois cartões em que um personagem religioso veste uma tiara papal; um é a Papisa ou a Sacerdotisa, identificada como a Papisa Joana (uma mulher que de acordo com um conto medieval se disfarçou de homem e foi eleita papa). No entanto, em outros cartões, a tiara é substituída pelo padrão feminino da chapelaria medieval. As cartas do tarô também continham uma representação do Papa, chamado de Hierofante, que na maioria dos casos, é coroado com uma tiara tripla.